# Monte Misen

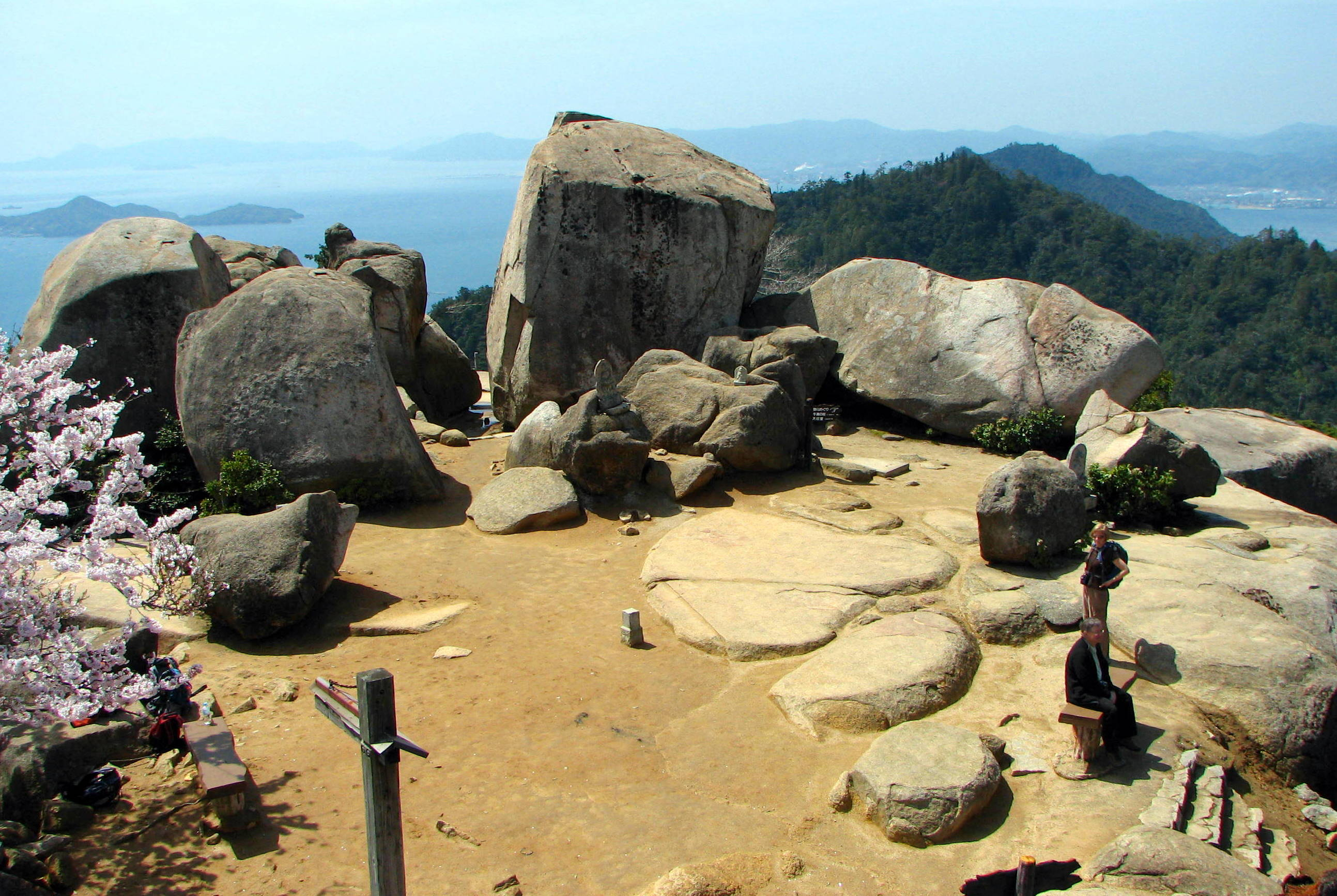
Cima del monte Misen.

El monte Misen (弥山, Misen) es la montaña más alta de la isla de Itsukushima en Hatsukaichi, prefectura de Hiroshima, Japón. Está justo encima del Santuario Itsukushima que es Patrimonio de la Humanidad por la Unesco desde el año 1996. Pertenece al Parque nacional de Setonaikai.
Posee varios edificios y puertas del templo de Daishō-in en la cara norte de la montaña. También posee el Momijidani-Kōen (紅葉谷公園, Maple Valley Park) cerca del Santuario que es un parque donde se pueden observar los ciervos y monos en libertad. También es famoso porque fue visitado por Kūkai en el año 806, el primer año de la era Daidō.